# Messelrallen
Die Messelrallen (Messelornithidae) sind eine ausgestorbene Familie rallenartiger Vögel, die vom Paläozän bis zum unteren Oligozän in Europa und Nordamerika vorkam. Die Familie wurde 1988 zusammen mit der Gattung Messelornis und der Typusart Messelornis cristata beschrieben.

## Merkmale
Messelrallen erreichten etwa Teichrallen- bis Stockentengröße, hatten auffallend lange Beine mit einem kurzen Oberschenkelknochen und einem im Vergleich zur gesamten Beinlänge langen Tibiotarsus (Unterschenkelknochen der Vögel) und Tarsometatarsus („Laufbein“). Die Zehen waren kurz; die mittlere Zehe war immer kürzer als der Tarsometatarsus. Bei der vierten Zehe war das vierte Zehenglied länger als das dritte. Auch die Flügel waren kurz. Die Elle war gebogen, ihr zu der Körpermitte gelegenes (proximales) Ende (Olecranon) war kurz, stumpf und breit. Der Carpometacarpus (verwachsene Mittelhandknochen) verfügte über einen breiten Processus extensorius (Strecksehnenansatz). Der Oberschnabel endete in einer leicht hakenförmigen Spitze, die Nasenöffnungen saßen weit vorne.

## Gattungen
- Itardiornis, (Frankreich (Phosphoritschichten von Quercy))
- Messelornis, (u. a. Grube Messel, Green-River-Formation)
- Pellornis, (Dänemark (Fur-Formation))
- Walbeckornis, (paläozäne Spaltenfüllungen bei Walbeck)

## Systematik
Bei ihrer Erstbeschreibung wurde angenommen, dass die Messelrallen nah mit dem neukaledonischen Kagu (Rhynochetos jubatus) und der südamerikanischen Sonnenralle (Eurypyga helias) verwandt sind. Heute geht man eher davon aus, dass sie die Schwestergruppe einer gemeinsamen Klade von Binsenrallen (Heliornithidae) und Rallen (Rallidae) sind.